# Паутина Шарлотты (фильм)
«Паутина Шарлотты» (англ. Charlotte’s Web) — комедия режиссёра Гари Виника 2006 года. Фильм является экранизацией одноимённого романа Элвина Брукса Уайта.

## Сюжет
Ферн Арабл — дочь фермера. Упросив отца, она забрала маленького поросёнка и вырастила его как своё домашнее животное. Уилбур переехал в новый хлев и там познакомился с паучихой Шарлоттой. Поросёнок вырос во взрослую свинью, и его к зиме собираются отправить на убой. Все животные фермы обеспокоены тем, что дни Уилбура сочтены. Но больше всех опасается за судьбу своего нового друга паучиха Шарлотта. Она придумывает, как его можно спасти. Обитатели фермы обнаруживают, что паутина в хлеву соткана из слов, описывающих Уилбура как особенное, избранное животное. План Шарлотты сработал. Теперь приходит черёд Уилбура доказать, что и у животных бывает настоящая дружба. Он сохранил потомство Шарлотты — после её смерти молодые пауки тоже становятся друзьями Уилбура.

## История создания
Продюсер Джордан Кернер читал книгу своим маленьким дочкам и, отвечая на вопрос одной из них, понял, что этот сюжет подходит для фильма. Вместе с исполнительным продюсером Полом Нисаном он написал план ленты на 28 страницах. Работать над сценарием пригласили Сюзанну Грант («Эрин Брокович») и Кэри Киркпатрика («Побег из курятника», «Лесная братва»). Студия пыталась найти свежий подход к роману, который не экранизировали с 1973 года, когда по его мотивам сняли анимационную картину. Режиссуру предлагали Тиму Бёртону, но тот отказался из-за своего проекта «Суини Тодд, демон-парикмахер с Флит-стрит».
Съёмки начались 31 января 2005 года в Австралии, в городе Bacchus Marsh (штат Виктория) и пригородах Мельбурна. Они проходили австралийским летом, поэтому для изображения осени пришлось покрасить экологически чистой краской всю зелень, которая попадала в кадр.
Свободное расписание съёмок позволяло подстроиться под график любой знаменитости. Шарлотту озвучила Джулия Робертс. Дакота Фэннинг сыграла роль Ферн Эрэбл. Когда продюсеры «Шарлотты» узнали, что работа юной актрисы в «Войне миров» Стивена Спилберга может помешать ей сняться в их фильме, они решили подождать со съёмками, тем более что Дакота очень хотела сыграть Ферн. Большинство животных в фильме не созданы с помощью компьютера, а «играют» вживую, в сценах, где животные разговаривают, применялись визуальные эффекты. Отдельные эпизоды невозможно было создать без компьютеров, например, сцену, в которой камера следует в нору за крысой.

## В ролях
| Актёр          | Роль                  |
| -------------- | --------------------- |
| Кевин Андерсон | мистер Арабл          |
| Дакота Фэннинг | Ферн Арабл            |
| Бо Бриджес     | доктор Дориан         |
| Эсси Дэвис     | миссис Арабл          |
| Нейт Муни      | батрак на ферме Лурви |
| Сэм Шепард     | голос за кадром       |

| Актёр                 | Роль             |
| --------------------- | ---------------- |
| Джулия Робертс        | паучиха Шарлотта |
| Доминик Скотт Кэй     | поросёнок Уилбур |
| Стив Бушеми           | крыса Темплтон   |
| Джон Клиз             | баран Сэмуэль    |
| Опра Уинфри           | гусыня Гасси     |
| Кэти Бейтс            | корова Битси     |
| Седрик «Развлекатель» | гусь Голли       |
| Роберт Редфорд        | конь Айк         |
| Риба МакИнтайр        | корова Бетси     |
| Томас Хейден Чёрч     | ворона Брукс     |

## Премии и номинации
- 2007 — Премия Young Artist Award
  - лучшее озвучивание Доминик Скотт Кэй
- номинация
  - лучшая актриса Дакота Фэнинг.
- 2007 — номинация на премию Сатурн
  - Лучший фантастический фильм, лучшие визуальные эффекты